# 在家自學
在家自學或在家教育（homeschooling）是指不進入學校系統，而靠家庭與社會資源的學習方式，其教育理念和背景和教育哲學有相當大的關係，例如自主學習和放任自學（unschooling）的思潮等。
一些研究認為，在家自學的兒童各方面表現都比在傳統學校受教育的兒童來得突出，且在家自學較節省經費；然而在家自學可能導致的受教權受損、教條灌輸以及虐待兒童等問題，這些潛在的問題也引發關注。

## 特色
在家自學的過程中，家庭具有很大的影響，特別是孩子還小的時候。因此，在家自學也被稱為自家教育或在家自行教育。因此，在特殊教育領域中，已將在家自行教育一詞改為在家教育（因其並非得以獨立完成）。
在家教育的家長或監護人具有與主流體制教育相異的教育理念，或具有特殊需求，促使他們選擇在家教育的方式，而排除學校教育。
由於單獨一個家庭能提供的知識與經驗試探很有限，在家自學的學生往往要靠許多家庭合組的社群，以及社會上的學習資源。因此，互助團體和社會資源的多寡便影響了願意從事在家自行教育。在家自學的學習者由於彈性較大，通常較具個人特色、創造力，在個人興趣的領域花費超過在學者的時間力氣而取得較高的成就，而對主流體制教育的學科考試較不擅長。
然而，兒童福利方面的專家指出，在家自學，尤其缺乏政府嚴格監管的在家自學，可能會導致兒童受教育的權利受損，更可能導致更多虐待兒童的事件；一些人也指出，在家自學的小孩，可能會受到人際操縱和教條灌輸等的威脅。
政府是否嚴格監督也是需要深入探究的一環，尤其校園霸凌事件頻傳，政府是否秉公處理，實在值得深思。

## 不同國家或地方的方向
絕大多數的國家都對在家自學有嚴格的規範，德國甚至禁止在家自學，而美國則是其中的例外，美國各州不僅允許在家自學，且美國政府對於在家自學的管制，遠較其他國家寬鬆。

### 美国
以美國而言，在家教育的申請原因，可歸納為種族、語言、宗教信仰、文化，地區教育水準差異等因素，至目前為止，在家自學已是美國義務教育中非常普及的一個現象，在坊間書局亦有很多教導家長如何進行在家教育的書籍和導引。
一些看法認為美國在家自學風潮的興起，和福音派基督徒不希望自己的子女受到學校世俗價值觀影響有關，一些人甚至認為，美國在家自學的遊說團體，其實質影響力已大於開放槍枝的遊說團體。
各州州法對於在家自學教育的規範不一，大致分成四類：
- 無要求：不需通知州政府要在家教育，州法中無任何要求父母主動通知的要求。如：愛達荷州，阿拉斯加州，奧克拉荷馬州，德克薩斯州，密蘇里州，伊利諾州，印第安納州，密西根州，新澤西州，康乃狄克州。
- 通知就好：州法中要求在家教育的父母要主動通知的州政府。如：加利福尼亞州，內華達州，猶他州，亞利桑那州，蒙大拿州，懷俄明州，新墨西哥州，內布拉斯加州，堪薩斯州，威斯康辛州，肯塔基州，密西西比州，阿拉巴馬州。
- 報告進度：州法中要求在家教育的父母要主動通知的州政府，並送交學員之考試成绩，學習進度之專業評鑑。
- 督察進度：州法中要求父母主動通知的州政府，並送交學員之考試成積，學習進度之專業評鑑，並有其他的一些要求（如必需照州政府許可的課網授課，父母親通過有教師鑑定，州政府專員家訪等）。

### 中華民國（臺灣）
目前在臺灣，中華民國法律以及相關法令已將在家教育合法化，且申請在家教育的理由視學生家長或監護人之目的而有差異。
《強迫入學條例》民國71年（1982年）修正時，第十三條明定：“智能不足、體能殘障、性格或行為異常之適齡國民，由學校實施特殊教育，亦得由父母或監護人向當地強迫入學委員會申請同意後，送請特殊教育機構施教，或在家自行教育。其在家自行教育者，得由該學區之學校派員輔導。”民國91年（2002年）修正同法同條時，不再列舉在家自行教育，《國民教育法》自從民國88年（1999年）修正以來，第四條第四款明定：“為保障學生學習權，國民教育階段得辦理非學校型態之實驗教育，其辦法由直轄市或縣（市）政府定之。”另外，《特殊教育法》自從民國86年（1997年）修正以來，第七條第二款明定特殊教育之實施：“國民教育階段，在醫院、國民小學、國民中學、特殊教育學校（班）或其他適當場所實施。”
國民教育法於2011年修正後，於第4條第4項規定：「為保障學生學習權及家長教育選擇權，國民教育階段得辦理非學校型態實驗教育，其實驗內容、期程、範圍、申請條件與程序及其他相關事項之準則，由教育部會商直轄市、縣（市）政府後定之。」，教育部特別訂定《國民教育階段辦理非學校型態實驗教育準則》和《高級中等教育階段辦理非學校型態實驗教育辦法》，分別規範國中小和高中職階段申請自學的資格和方式、需要準備哪些資料，以及教育局該如何審議自學計畫等，搭配地方政府也會根據其需要訂定的《基隆市辦理國民教育階段非學校型態實驗教育補充規定》、《臺北市國民教育階段辦理非學校型態實驗教育補充規定》、《臺中市國民教育階段辦理非學校型態實驗教育補充規定》等自治條例辦理家長自主教育。在家自學的人數也因為相關法令的訂定，條件開放後，目前呈倍數成長。
民國103年（2014年）11月4日立法院三讀通過《高級中等以下教育階段非學校型態實驗教育實施條例》，在家自學已有正式的法源依據。此一條例讓高中以下學生家長得向教育主管機關申辦個人實驗教育，每學年必須提出年度學習成果報告，倘若主管機關訪視不佳、限期未改善，得要求停辦。
自學生能夠等同一般生拿到國民小學及國民中學教育階段的畢業證書，高級中等教育階段的學生則分與學校合作和掛籍教育局(處)，學生在完成超過一年半的非學校型態實驗教育後，就能夠拿到證明(依據「高級中等以下教育階段非學校型態實驗教育實施條例」規定)，以符合「入學大學同等學力認定標準（页面存档备份，存于）」之規定，以同等學力報考大學學士班一年級新生入學考試。
教育部統計，106學年高中、國中和國小選擇非學校型態實驗教育的學生，總計有4786人。

### 香港
在香港，根據《教育條例》279章74條，「如常任秘書長覺得有任何兒童不在小學或中學就學而無合理辯解，可在進行他認為需要的探究後，採用指明格式向該名兒童的一名家長發出入學令，規定其安排該兒童定時就學於該命令所指名的小學或中學。」家長若果違反入學令禁止適齡學童上學會被檢控。2002年，有一名父親希望女兒接受在家教育而禁止女兒上學的事件，事件主角梁道靈由11歲起被父親梁志光禁止上學近3年，至2005年才重返校園。直至2012年，張惠侶主動向教育局發電郵申請在家上課，獲得兩位教育局官員會面，聽取不上學的理由、在家學習的課程、父母的具體教學分工，並且直接問兩位女兒的意見，請她們朗讀一些功課。會上官員已明確表示可以即時不用上學，九月親自家訪後，亦沒有阻止。成功為兩名女兒申請在家上課。《教育條例》279章74條，授權教育署常任秘書長，命令學生入學校，但官員其實有責任研究家長理辯是否合理，不一定發出入學令，而是每半年家訪確保學童接受教育。

## 特殊教育
另外，在特殊教育的範圍裡面，原來亦有在家自行教育一詞，此詞在特殊教育領域，是指在最小限制的原則和範圍之下無法到學校接受一般教育的特殊需要學生而言。唯不論是在特教觀點或是一般教育觀點，在家自行教育並非放任家長或監護人咨意對其學童進行教育，而是在政府秉持義務教育之特性、原則，在合目的、合價值性之下，對申請在家自行教育之學生施以定期的評量，以確定其學習狀況。
在台灣的主流體制教育中，常常因不願接受特教生，而要求家長申請在家教育。

## 外部連結
- （英文） 有關 Ivan Illich and his philosophy 的額外資料.（页面存档备份，存于）
- （英文） the modern homeschool movement 的歷史（页面存档备份，存于）──來自 Cato Institute
- （英文） Holt Associates Inc 的網站 ──John Holt's writings and legacy
- （英文） moorefoundation.com ──The Moore Formula 來自 Moore Foundation 的官方網站
- 香港自家教學（页面存档备份，存于）
- 自學地圖（页面存档备份，存于）
- CARI爸的在家教育，纯义务咨询[永久]
- 綠是彩色：孩子可否不上學？（页面存档备份，存于）
- 「學得開心係天經地義」　在家上課實踐全人教育（页面存档备份，存于）